# Kleine fuikhoren
De kleine fuikhoren (Tritia varicosa, synoniem Tritia pygmaea) is een slakkensoort uit de familie van de fuikhorens (Nassariidae). De wetenschappelijke naam van de soort werd in 1925 voor het eerst geldig gepubliceerd door William Turton.

## Beschrijving
De kleine fuikhoren is klein mariene huisjesslak met stevige horenschelp met tot acht bolle windingen. De torenvormige horen wordt maximaal 14 mm hoog en 8 mm breed, heeft een licht- tot donkerbruine kleur en is soms voorzien van vlekken en kleurbanden. De buitenkant van de schelp toont een fijne structuur van talrijke spiraalrichels met op bepaalde plaatsen S-vormige varices, sterk verdikte verticale ribben. De witte mondlijsten hiertussen steken scherp af tegen de bruinachtige schelp. Onderin de ovale mond bevindt zich een kort sifokanaal, waaruit een lange, omhoog gerichte sifo steekt die gevormd is uit de mantelrand.
Het slakje zelf is herkenbaar aan het gegeven dat het een geel tot bruingele lichaamskleur heeft, met zwarte en witte stippen op de sifo en bovenkant van de voet.

## Verspreiding
Deze soort komt overwegend voor in zuidelijke Europese kustwateren, de verspreiding loopt vanaf de Shetlandeilanden tot in Middellandse Zee. Het leeft op zand- en modderbodems, van de laagwaterlijn tot enkele honderden meters diep. De soort is niet bekend uit de zuidelijke Noordzee. De schelpen die op de Nederlandse stranden worden gevonden zijn Laat-Pleistoceen (Eemien) van ouderdom.